# Arce-Mirapérez
Arce-Mirapérez es el nombre de un yacimiento arqueológico situado junto a la aldea de Arce en Miranda de Ebro, provincia de Burgos (Castilla y León, España).
El conjunto arqueológico de Arce-Mirapérez alberga los restos de época autrigona correspondientes a la ciudad de Deóbriga así como su posterior transformación en una ciudad romana. Fue, durante los siglos I y II, una de las principales ciudades de la calzada Ab Asturica Burdigalam.

## Ubicación
Arce-Mirapérez ocupa paso estratégico debido a que se ubica junto a un antiguo vado en el cauce del río Ebro que permitía cruzarlo. Los restos arqueológicos ocupan una superficie de más de 26 hectáreas delimitadas por los ríos Ebro y Zadorra, una urbanización residencial y una planta papelera (FEFASA). Dista poco más de 3 km de Miranda de Ebro, municipio al que pertenece, y se accede por la carretera de Logroño (BU-740). Los últimos estudios realizados han demostrado que en este yacimiento se encuentra la ciudad de Deóbriga.

### Controversia en la ubicación de Deóbriga
Durante años se ha intentado ubicar el punto exacto de Deóbriga entre varias poblaciones. Algunos la fijaron en Puentelarrá, otros en Briones, o en Cabriana[cita requerida]. Govantes la ubicó en Briñas. Este mantuvo que esta ciudad estuvo situada entre dos orillas del Ebro comunicadas por un puente junto a un amplio meandro. Con el tiempo el puente hubiese desaparecido y se hubiera formado varios poblados, en un orilla Dondón y Tondón hoy desaparecidos, con raíz, Deo, Theos y Tono y en la otra Briñas, a partir de la partícula celta briga. El hecho de que no se encontrase ningún resto arqueológico ni fuente documental sobre dicha hipótesis hizo perder fuerza a la tesis de Govantes. Tampoco se sostienen las tesis de Domingo Hergueta y Martín debido a que el material arqueológico al que se refiere es muy reducido.
En las últimas décadas del siglo XX, así como a comienzos del siglo XXI, se intensificaron las prospecciones en el yacimiento de Arce-Mirapérez hasta que en 2004 un estudio arqueológico dirigido por Rafael Varón relacionó este yacimiento con la antigua ciudad de Deóbriga.

## Etimología
Algunas fuentes indican que el nombre "Deóbriga" provendría de la unión de la raíz Deo-, cuyo significado tiene que ver con la palabra diosa o divina, y -briga, que significa fortaleza. Otras, basándose en que la fundación de Deobriga es atribuida al rey Idubedo, nieto del patriarca Tubal, indican que el final del nombre habría sido dado en honor a su hijo y sucesor Brigo.

## Investigaciones

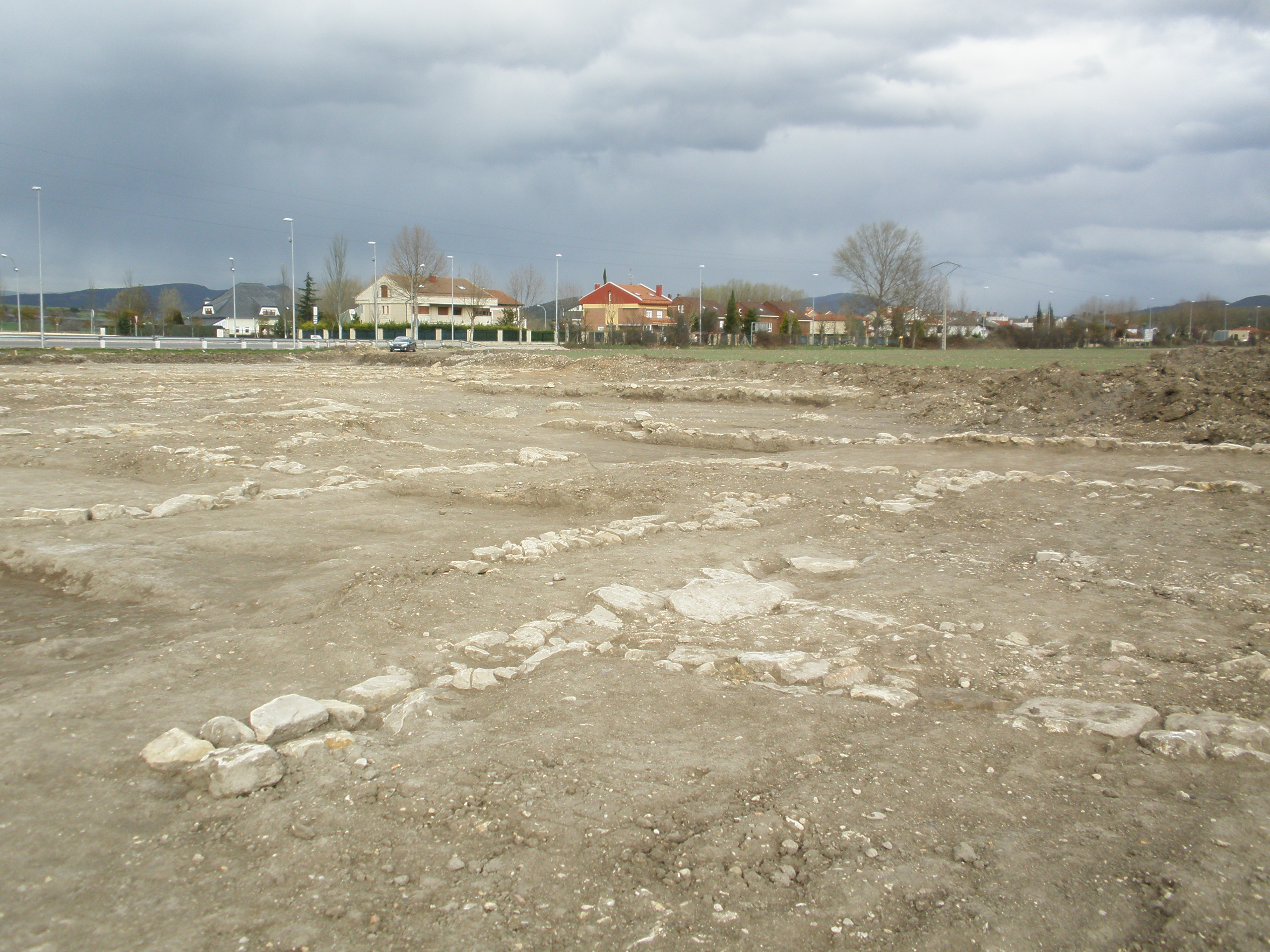
Vista general de los restos arqueológicos encontrados durante las obras de construcción del vial a Ircio en 2010.

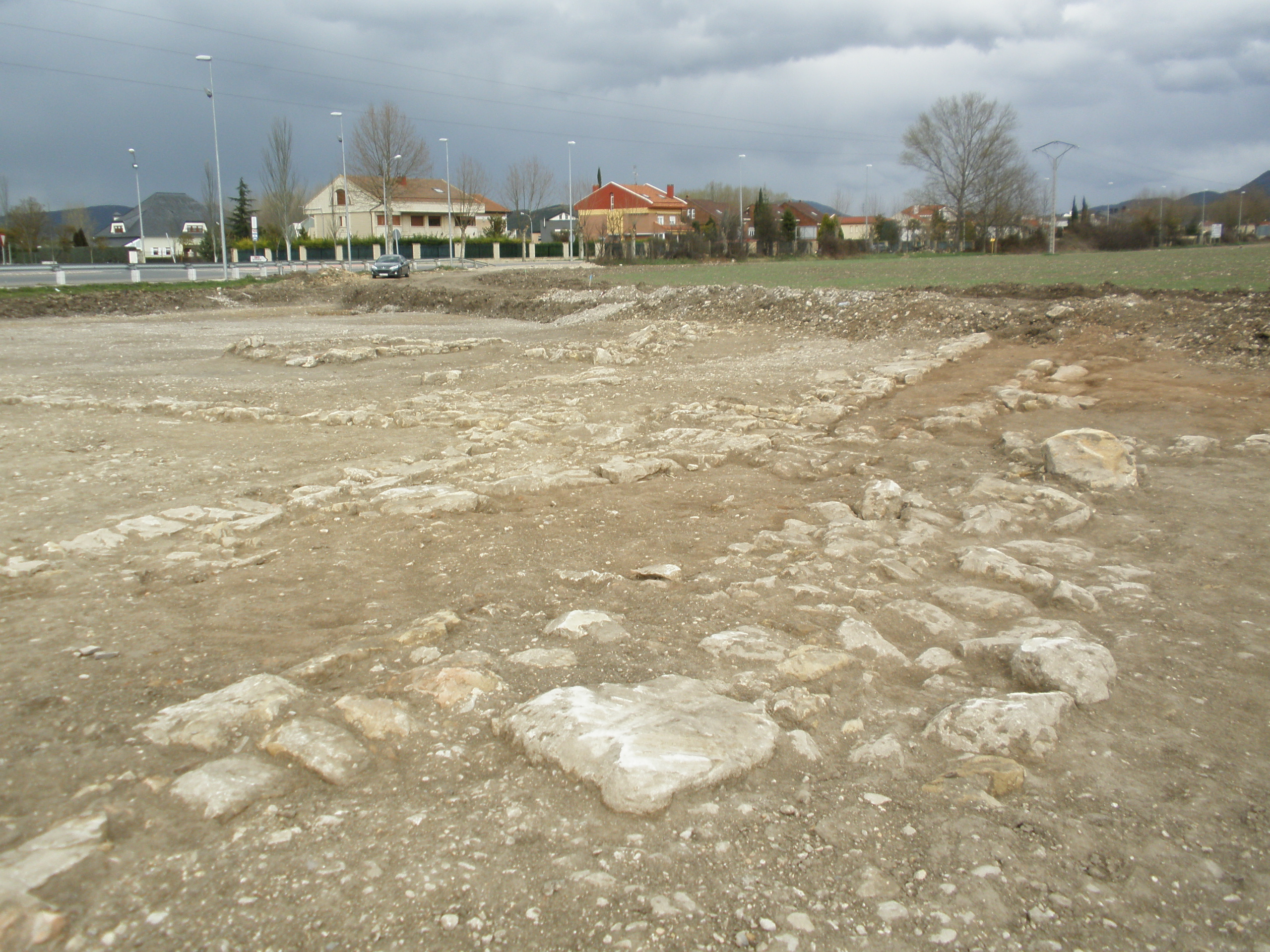
Empedrado y restos del yacimiento (2010).

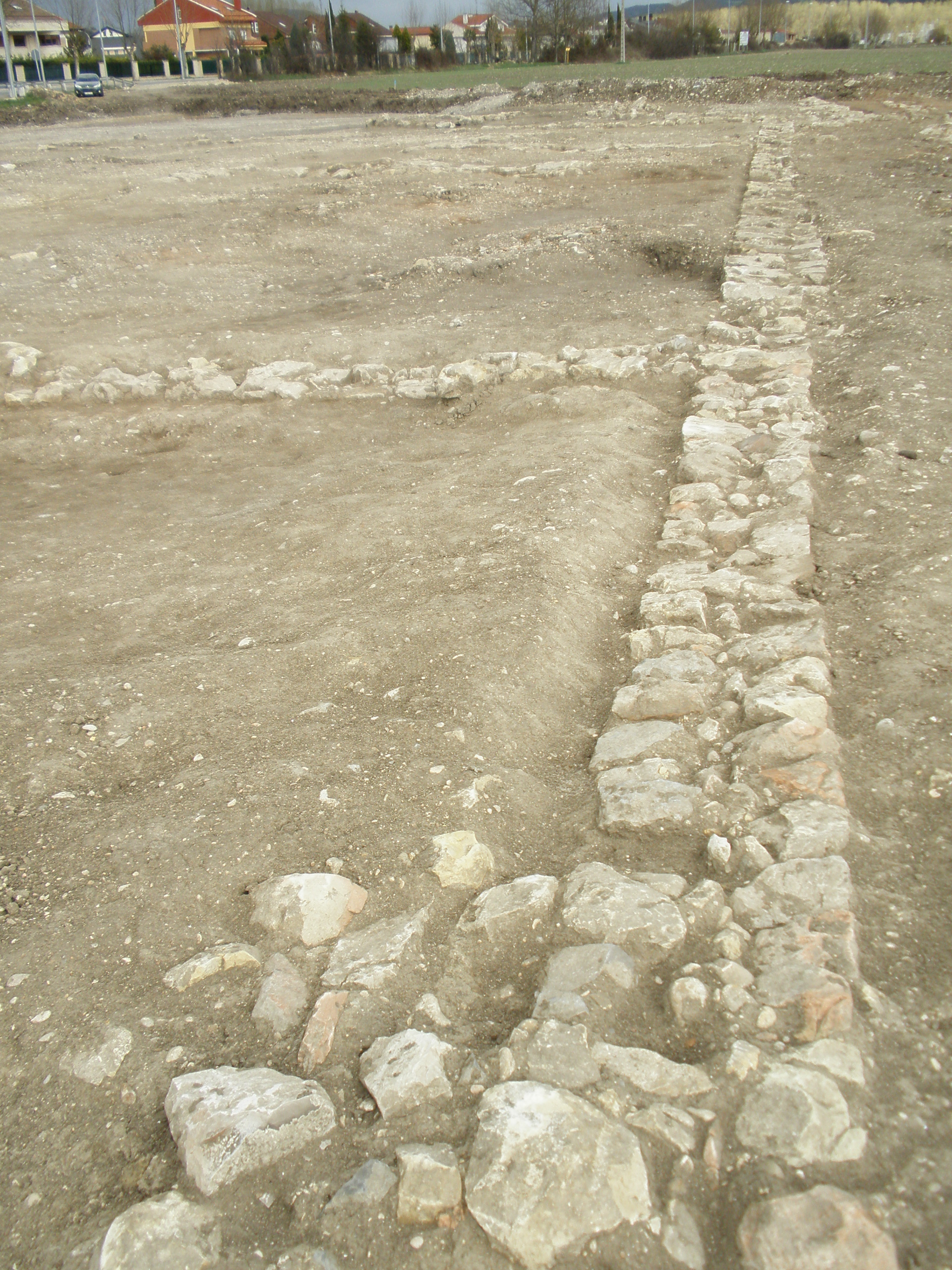
Base de un muro de una edificación (2010).

A finales del siglo XVIII se llevaron a cabo las primeras prospecciones del yacimiento a cargo de Lorenzo Prestamero que halló numerosos restos de época romana. A mediados del siglo XIX, Remigio Salomón encontró una pequeña estatua (actualmente en paradero desconocido) de la que documentó, entre otras cosas, lo siguiente:

«Uno de los cuatro barrios de Miranda de Ebro, es más distante, es el de Arce-Mirapérez, que se compone de seis medianas casas, y que tiene su asiento no lejos de las Conchas de Haro, en la misma carretera de Bilbao á la Rioja, a pie de un pequeño cerro, dando vista por el O. á una dilatada llanura que fertilizan los ríos Bayas y Ebro.

»En lo antiguo se sabe que hubo un monasterio dedicado á Santa María, que se incorporó luego a la de Premostratenses de Bugedo, del que fue granja hasta la última exclaustración.
»En el suelo de Arce-Mirapérez debió de existir un pueblo numeroso en la época de los romanos, porque las tierras próximas se encuentran llenas de sepulcros, de fragmentos infinitos de barro saguntino, de grandes ladrillos redondos y cuadrados, de utensilios de hierro y de cobre y de otras antiguallas curiosas, viéndose todos los años los colonos del barrio disgustadísimos, porque en una extensión de cerca de media legua apenas pueden introducir sus arados, los cuales se embotan en las piedras labradas con que tropiezan, y en los largos y espesos cimientos que hallan casi á la superficie, cuyos terrenos, impregnados demás de partículas de cal, agostan y marchitan los frutos á poco que no acudan las lluvias en la primavera.
»Nosotros, al visitar por primera vez las ruinas de Arce-Mirapérez, supimos con sentimiento que nadie había tenido la curiosidad de fijar su atención en ellas, y que el bronce, el hierro y las monedas que parecian se daban á los traperos, como cosas despreciables, por una ó dos libras de peras o por un puñado de castañas.
»Desde entonces procuramos adquirir todo lo que se nos proporciona, pagándolo por su justo precio, y formamos el proyecto de emprender a nuestra costa y expensas algunas excavaciones, aunque en pequeñísima escala, según acabamos de realizarlo, habiéndolas suspendido por la sementera y las nieves, no sinque hayan dejado de darnos, en pocos días, los resultados satisfactorios de descubrir entre restos de mosáico y de pavimentos de petrificada argamasa la estátua copia exacta va al frente de este artículo.
»Aquella es de cobre, su tamaño identico al del grabado, tiene el barniz que únicamente presta el tiempo, y la falta por desgracia todo el brazo izquierdo; pero sin embargo, por la ropa talar y por el casco, se conoce que debe representar á la diosa Palas; al menos tal es nuestra humildísima opinión, que, sin reparo, sometemos gustosos al examen de los arqueólogos, puesto que podemos equivocarnos por no pasar de ser meros aficionados a las antigüedades.

»Lástima que el estado de nuestra patria no permita al gobierno de S.M.  destinar algunas sumas para atender al reconocimiento de los terrenos donde se sabe ó presume se levantaron pueblos celebérrimos, y á la compra de los objetos curiosos que encierran, ó que sise encuentran por pura casualidad se destruyen, ó van á parar á los museos extranjeros, y los más á los crisoles de los latoneros y plateros, y á las fraguas de los herreros de las aldeas.»
Remigio Salomón (s.XIX)

Durante el siglo XX, más concretamente en 1970, se encontraron dos necrópolis perteneciente a Deóbriga. La primera se halló junto a las últimas casas del poblado de FEFASA y la otra, conocida como Vetrusa (Berantevilla), apareció en territorio alavés con numerosa cerámica celtibérica y romana.
Entre los años 2004 y 2006, se llevaron a cabo una serie de estudios arqueológicos dirigidos por Rafael Varón Hernández enmarcadas en la Arqueología de Gestión. Estos estudios dictaminaron que la extensión rondaba las 26 hectáreas y que por tanto, debido a su tamaño e importancia, la ciudad que se esconde bajo tierra era Deóbriga.
Los trabajos de esta última investigación fueron llevados a cabo a partir de técnicas clásicas como las prospección, muestreos sistemáticos, excavaciones, etc; y por métodos innovadores como la toma de fotografías aéreas cedidas por François Didierjean de la Universidad de Burdeos 3 (Francia) en la que se observa, entre otras cosas, el trazado de la ciudad.
En verano de 2009, durante la construcción de un cercano polígono industrial, aparecieron restos de algunas edificaciones y restos óseos en la orilla derecha del río Ebro, colindante al yacimiento de Arce-Mirapérez, y que corresponden a Revenga. En 2010 se perdieron cerca de 4000 metros cuadrados de yacimiento a causa de la construcción de una carretera que comunica el polígono industrial de Ircio con la carretera de Logroño. En las prospecciones previas a la destrucción parcial del yacimiento en 2010 se comprobó que la ciudad celtíbera también ocupó gran parte de la extensión correspondiente a la ciudad romana, quedando patente la importancia del yacimiento. Ni la Junta de Castilla y León (promotora del vial) ni el Ayuntamiento de Miranda de Ebro mostraron interés en proteger la zona.

## Cronología

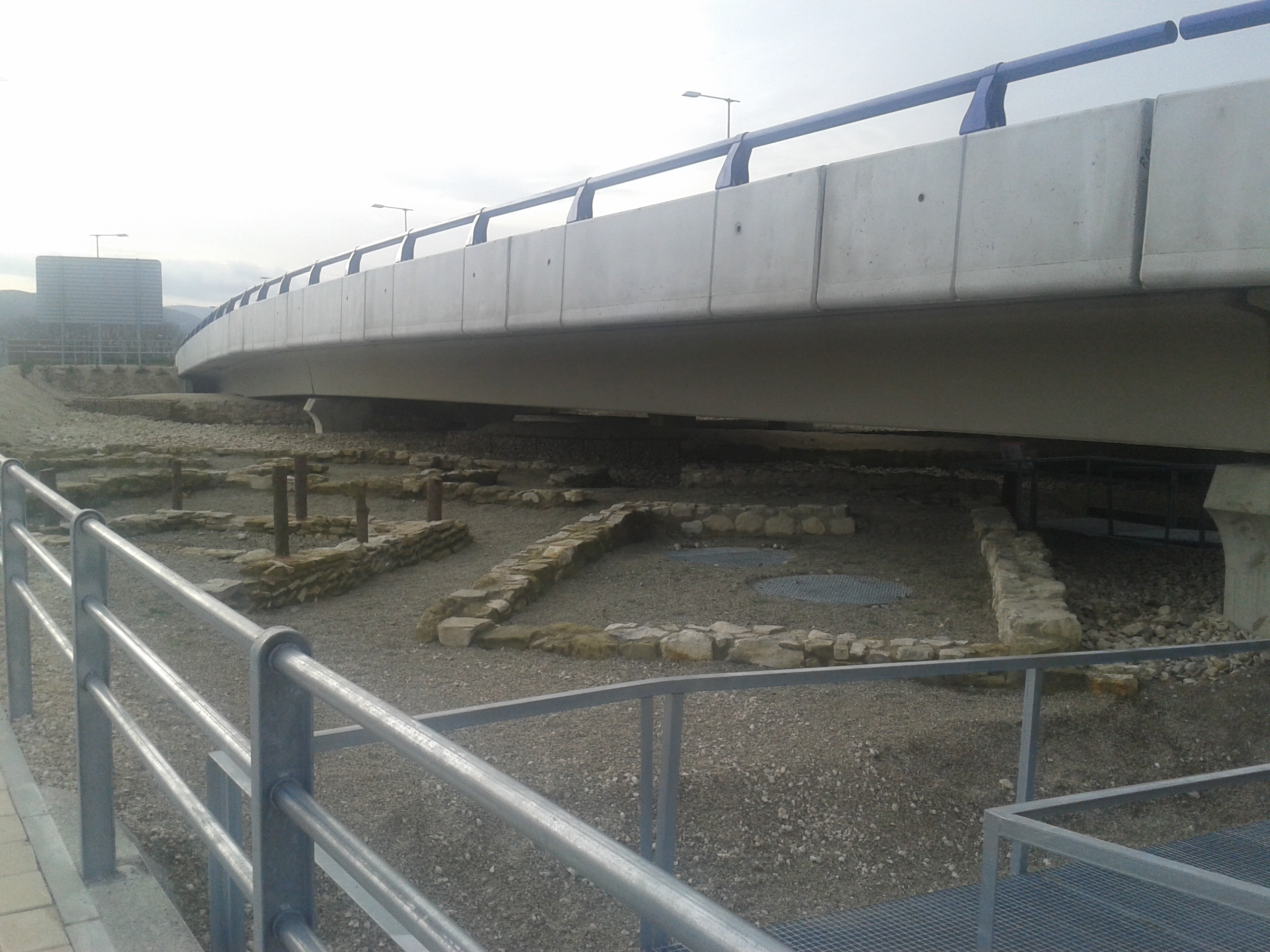
Restos de Deóbriga.

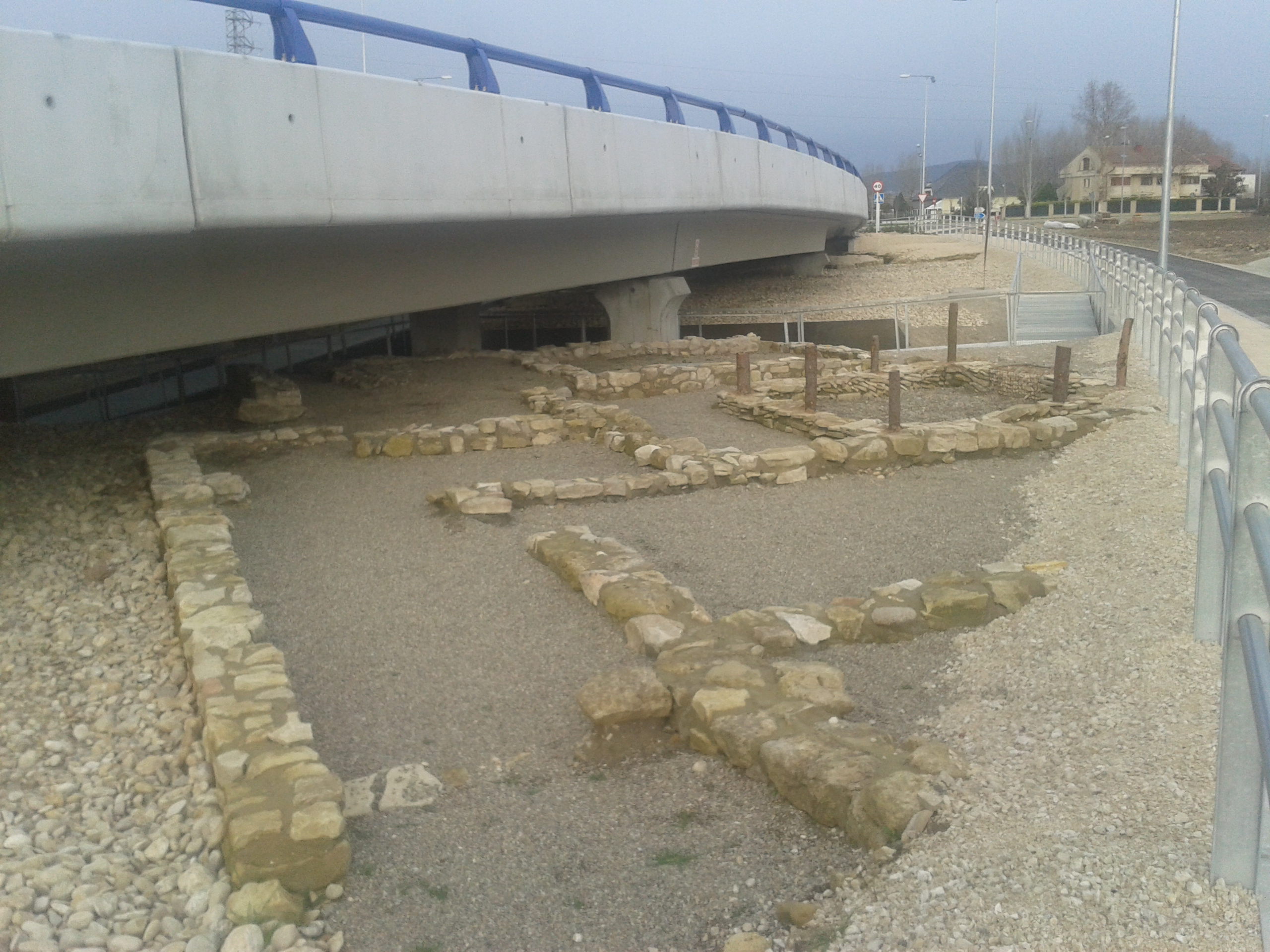
Restos del yacimiento de Arce-Mirapérez.

El yacimiento de Arce-Mirapérez abarca un arco histórico que va desde la Edad del Hierro II, pasa por el periodo romanizador, con restos de Alto y Bajo Imperiales, y con el paso del tiempo dio lugar en la Alta Edad Media a la "fortaleza" de Revenga (Revendeca en las crónicas de Alfonso III sobre los avances de su antepasado Alfonso I entre los años 750 y 752), que posteriormente se convertirá en una aldea que perdurará hasta el siglo XIII y que compartirá espacio con Arce-Mirapérez (al menos desde el siglo XI)

### Edad del Hierro
Los hallazgos más antiguos datan de la Edad del Hierro II, una época con un desarrollo que podría abarcar desde los siglos IV-III a. C. hasta la mitad del siglo I d. C. Se trataba de una ciudad indígena, Deóbriga según las fuentes, que pertenecía a la tribu de los autrigones. La principal ubicación del castro es el cerro de El Infierno, aunque es posible que se extendiese por la llanura que queda al Norte del mismo, incluso se podría relacionar con el asentamiento de Vetrusa, al lado Norte del Zadorra en término de Berantevilla. El castro tiene unos 120.000 metros cuadrados y contaba con muralla, aterrazamientos defensivos, etc.

### Época romana
El momento de mayor esplendor de Deóbriga llega entre los siglos I y II d. C., en la que la ciudad alcanza una extensión superior a 26 ha. Se estima que en el momento de máximo esplendor habitaron la ciudad unas 6500 personas. El núcleo estaba situado cerca de la calzada romana conocida como Ab Asturica Burdigalam (Astorga-Burdeos) o Iter XXXIV en el Itinerario de Antonino. Se han identificado bases o apoyos que podrían evidenciar la existencia de pórticos, incluso viviendas con plantas superiores. Respecto al trazado se ha observado una calle de dirección este-oeste y tres ramales perpendiculares a ella, que estarían revelando un trazado hipódamico de nueva planta importado de los modelos romanos y latinos.

### Tardoantigüedad y Alta Edad Media
No existe apenas información tras el colapso del Imperio romano, y las siguientes noticias documentales que tenemos sobre la zona nos hablan de la destrucción de la fortaleza de Revendeca (que da el actual topónimo de Revenga) por Alfonso I de Asturias en el ataque y despoblación/desestructuración que realiza entre los años 750-752 a la frontera defendida por los musulmanes al Norte del río Duero. También destruyó la fortaleza de Miranda, cercana de la actual Álava (Veleia) o de La Rioja (Briones). Algunos autores han apostado porque el topónimo Revenga tenga un origen visigodo y que las fortalezas mencionadas, Revendeca y Miranda, hubiesen sido sede de pequeños asentamientos visigodos tras el fin del Imperio romano.
En el año 804 el obispo Juan de Valpuesta repuebla el territorio de la Cuenca de Miranda dejando al margen tanto Revenga como Miranda, que quedarán bajo el control del Obispado de Calahorra.

### Edad Media
Las siguientes referencias documentales están cifradas en el Fuero de Miranda, datado en origen en 1099, que nombra tanto a Revenga como a Santa María de Arce entre los poblados pertenecientes al alfoz mirandés, junto con otros situados entre la desembocadura del río Bayas y el río Zadorra.
En el siglo XIII tendremos la última noticia documental sobre Revenga, que se convertirá en un despoblado medieval dejándonos su topónimo a los dos lados del río Ebro, probablemente en el lugar dónde existió el vado que permitía la comunicación entre las dos orillas.

### Situación actual
Actualmente el yacimiento se encuentra enterrado a varios centímetros de la superficie bajo las tierras de labor. La actividad agraria, en ocasiones, provoca la extracción de piedras provenientes de los muros de las edificaciones. En el cerro El Infierno, donde en principio se ubicaría el castro autrigón, se encuentra un depósito de agua y restos del hormigonado de lo que fue una caseta de tiro.